# معهد الكويت للأبحاث العلمية
معهد الكويت للأبحاث العلمية هو مؤسسة بحثية كويتية تهدف إلى القيام بالبحوث العلمية والدراسات المتصلة بالصناعة في الكويت ودراسة موارد الثروة الطبيعية ومصادر المياه والطاقة وتحسين طرق الاستغلال الزراعي وتنمية الثروة المائية. كما يشجع المعهد أبناء الكويت على ممارسة البحث العلمي وتنمية روح البحث لدى الجيل الناشئ.

## تاريخ
أُنشئ معهد الكويت للأبحاث العلمية في عام 1967 من قبل شركة الزيت العربية المحدودة (اليابان)، وذلك تنفيذاً لالتزاماتها ضمن اتفاقية التنقيب عن النفط المبرمة مع حكومة دولة الكويت. وقد شملت أعمال المعهد على ثلاث مجالات رئيسية وهي البترول، والزراعة الصحراوية، وعلم الأحياء المائية. وفي عام 1973 أعيد تنظيم المعهد ليصبح تابعاً لمجلس الوزراء الكويتي وتحت إشراف مجلس للأمناء. وأُعلِن المعهد مؤسسةً عامة ذات شخصية اعتبارية مستقلة عام 1981 وذلك وفقاً للمرسوم الأميري رقم 28.

## المراكز المتخصصة
يتبع المعهد عدد من المراكز العلمية المتخصصة، منها:
- شبكة الكويت الوطنية للزلازل
- نظام مراقبة المواد المشعة
- مختبر الاستشعار عن بعد – الصور الفضائية
- المركز المناخي
- مركز أبحاث ودراسات البترول
- المختبر المركزي

## وصلات خارجية
- موقع معهد الكويت للأبحاث العلمية